# Shellsburg
Shellsburg ist eine Kleinstadt (mit dem Status „City“) im Benton County im US-amerikanischen Bundesstaat Iowa. Das U.S. Census Bureau hat bei der Volkszählung 2020 eine Einwohnerzahl von 961 ermittelt.
Shellsburg ist Bestandteil der Metropolregion um die Stadt Cedar Rapids.

## Geografie
Shellsburg liegt im Osten Iowas am Bear Creek, der über den Cedar River, und den Iowa River zum Stromgebiet des Mississippi gehört. Dieser bildet rund 140 km östlich die Grenze Iowas zu Wisconsin und Illinois. Die Grenze zu Minnesota verläuft rund 170 km nördlich und rund 200 km südlich der Stadt verläuft die Grenze zu Missouri.
Die geografischen Koordinaten von Shellsburg sind 42°05′40″ nördlicher Breite und 91°52′10″ westlicher Länge. Das Stadtgebiet erstreckt sich über eine Fläche von 1,99 km².
Nachbarorte von Shellsburg sind Urbana (15,2 km nördlich), Center Point (17,8 km nordöstlich), Palo (9,3 km südöstlich), Atkins (12,9 km südlich), Newhall (19,7 km südwestlich) und Vinton (17,7 km nordwestlich).
Shellsburg liegt zwischen den Städten Cedar Rapids (26,6 km südöstlich) und Waterloo (68 km nordwestlich). Die nächstgelegenen weiteren größeren Städte sind Iowa City (71 km südöstlich), Wisconsins Hauptstadt Madison (283 km nordöstlich), Rockford in Illinois (283 km östlich), Chicago in Illinois (406 km in der gleichen Richtung), die Quad Cities in Iowa und Illinois (154 km ostsüdöstlich), St. Louis in Missouri (484 km südsüdöstlich), Kansas City in Missouri (493 km südsüdwestlich), Iowas Hauptstadt Des Moines (183 km westsüdwestlich), Nebraskas größte Stadt Omaha (405 km in der gleichen Richtung), Sioux City (405 km westlich), South Dakotas größte Stadt Sioux Falls (542 km westnordwestlich), Rochester in Minnesota (247 km nordnordwestlich) und die Twin Cities in Minnesota (382 km in der gleichen Richtung).

## Verkehr
Durch Shellsburg führen keine überregionalen Fernstraßen. Im Stadtgebiet und der Umgebung verlaufen nur untergeordnete Landstraßen, teils unbefestigte Fahrwege sowie innerörtliche Verbindungsstraßen.
In Nordwest-Südost-Richtung verläuft eine Eisenbahnlinie der regionalen Frachtverkehrsgesellschaft Iowa Northern Railway (IANR) durch das Stadtgebiet von Shellsburg.
Mit dem Vinton Veterans Memorial Airpark befindet sich 27,5 km nordwestlich ein kleiner Flugplatz. Der nächste Verkehrsflughafen ist der Eastern Iowa Airport in Cedar Rapids (34,8 km südöstlich).

## Bevölkerung
Nach der Volkszählung im Jahr 2010 lebten in Shellsburg 983 Menschen in 428 Haushalten. Die Bevölkerungsdichte betrug 494 Einwohner pro Quadratkilometer. In den 428 Haushalten lebten statistisch je 2,24 Personen.
Ethnisch betrachtet setzte sich die Bevölkerung zusammen aus 96,7 Prozent Weißen, 0,7 Prozent Afroamerikanern, 1,0 Prozent amerikanischen Ureinwohnern sowie 0,1 Prozent (eine Person) Asiaten; 1,3 Prozent stammten von zwei oder mehr Ethnien ab. Unabhängig von der ethnischen Zugehörigkeit waren 0,5 Prozent der Bevölkerung spanischer oder lateinamerikanischer Abstammung.
20,9 Prozent der Bevölkerung waren unter 18 Jahre alt, 59,8 Prozent waren zwischen 18 und 64 und 19,3 Prozent waren 65 Jahre oder älter. 51,5 Prozent der Bevölkerung waren weiblich.
Das mittlere jährliche Einkommen eines Haushalts lag bei 39.844 USD. Das Pro-Kopf-Einkommen betrug 27.063 USD. 15,9 Prozent der Einwohner lebten unterhalb der Armutsgrenze.